# Therese Alshammar
Malin Therese Alshammar (Solna, 26 de agosto de 1977) é uma nadadora sueca. Ganhou três medalhas nos Jogos Olímpicos de Sydney 2000.
É uma especialista em corridas de estilo livre e nado borboleta.
Foi a porta-bandeira do país na abertura dos Jogos Olímpicos de 2016.